# 戟叶蓼
戟叶蓼（学名：Persicaria thunbergii）也称水麻，为蓼科蓼属下的一个种。

## 扩展阅读
- 戟叶蓼的图片[]